# Hugo Häring
Hugo Häring (22. května 1882 Biberach an der Riß – 17. května 1958 Göppingen) byl německý architekt, průkopník organické architektury.
Vystudoval Stuttgartskou univerzitu a Technickou univerzitu v Drážďanech, jeho profesory byli Theodor Fischer a Fritz Schumacher. Pracoval jako architekt v Ulmu a Hamburku, podílel se na rekonstrukci Východního Pruska po první světové válce, spolupracoval s Hansem Scharounem a Ludwigem Miesem van der Rohe. K jeho nejvýznamnějším realizacím patří statek Gut Garkau v Holštýnsku a obytné domy ve Vídni a na berlínském sídlišti Siemensstadt. Byl členem uměleckých skupin Novembergruppe a Der Ring, v roce 1928 stál u zrodu Congrès International d'Architecture Moderne. Učil na umělecké Reimannově škole v Berlíně. Od expresionistických začátků se postupně dostal k architektuře inspirované přírodními tvary a materiály, jejíž zásady formuloval v teoretické práci Wege zur Form. V roce 1956 mu byla udělena Berlínská umělecká cena.
Jeho první manželkou byla herečka Emilia Undaová, druhou manželkou Roma Bahnová, také herečka.
Od roku 1969 uděluje Svaz německých architektů nejpozoruhodnějším stavbám ve spolkové zemi Bádensko-Württembersko Cenu Huga Häringa.